# 威爾斯鎮區 (印地安納州拉波特縣)
威爾斯鎮區（英語：Wills Township）是位於美國印地安納州拉波特縣的一個行政鎮區。

## 地方資料
根據2010年美國人口普查的數據，威爾斯鎮區的面積為77.10平方千米，當中陸地面積為75.80平方千米，而水域面積為1.30平方千米。當地共有人口2110人，而人口密度為每平方千米27.37人。